# Sergueï Andreïev
Sergueï Vassiliévitch Andreïev (en russe : Сергей Васильевич Андреев) ou Serhiï Vassyliovytch Andreïev (en ukrainien : Сергій Васильович Андреєв), né le 16 mai 1956 à Louhansk, en RSS d'Ukraine, est un ancien joueur et maintenant entraîneur de football soviétique puis ukrainien. Il est décoré de l'Ordre de l'Amitié en 1999.

## Biographie

### En équipe nationale
Il reçoit 26 sélections et inscrit 8 buts en équipe d'URSS entre 1979 et 1983.
Il joue son premier match en équipe nationale le 31 octobre 1979 contre la Finlande et son dernier le 26 juillet 1983 contre l'Allemagne de l'Est. Le 29 avril 1980, il inscrit un doublé lors d'un match amical contre la Suède. Le 15 juin 1980, lors d'un match amical contre le Brésil au Maracanã (devant plus de 61 500 spectateurs), il inscrit, à la 38e minute, le deuxième but soviétique qui permet à son équipe de remporter, sur le score de 1-2 (après l'ouverture du score de Nunes, égalisée par Tcherenkov à la 32e minute), la seule victoire de son histoire face au Brésil. Le 15 octobre 1980, il inscrit à nouveau un doublé lors d'un match face à l'Islande comptant pour les éliminatoires de la coupe du monde 1982.
Il participe avec la sélection soviétique à la Coupe du monde 1982 organisée en Espagne. Lors du mondial, il joue trois matchs : contre le Brésil, l'Écosse et enfin la Pologne.
Il dispute enfin les Jeux olympiques d'été de 1980 organisés à Moscou. Lors du tournoi olympique, il est titulaire indiscutable et joue six matchs, l'URSS remportant la médaille de bronze.

### Carrière d'entraîneur
Avec le club du FK Rostov, il participe à la Coupe Intertoto. Avec l'équipe du Tchernomorets Novorossiisk, il dirige deux matchs en Coupe de l'UEFA.

## Statistiques
| Saison                | Club                  | Championnat           | Championnat | Championnat | Coupe(s) nationale(s) | Coupe(s) nationale(s) | Compétition(s) continentale(s) | Compétition(s) continentale(s) | Compétition(s) continentale(s) | Total | Total |
| Saison                | Club                  | Division              | M.          | B.          | M.                    | B.                    | Comp.                          | M.                             | B.                             | M.    | B.    |
| 1974                  | Zaria Vorochilovgrad  | D1                    | 16          | 1           | 3                     | 1                     | -                              | -                              | -                              | 19    | 2     |
| 1975                  | Zaria Vorochilovgrad  | D1                    | 21          | 3           | 4                     | 0                     | -                              | -                              | -                              | 25    | 3     |
| 1976                  | Zaria Vorochilovgrad  | D1                    | 28          | 4           | 2                     | 0                     | -                              | -                              | -                              | 30    | 4     |
| 1977                  | Zaria Vorochilovgrad  | D1                    | 30          | 5           | 3                     | 1                     | -                              | -                              | -                              | 33    | 6     |
| Sous-total            | Sous-total            | Sous-total            | 95          | 13          | 12                    | 2                     | -                              | -                              | -                              | 107   | 15    |
| 1978                  | SKA Rostov            | D2                    | 35          | 20          | 1                     | 0                     | -                              | -                              | -                              | 36    | 20    |
| 1979                  | SKA Rostov            | D1                    | 34          | 17          | 4                     | 3                     | -                              | -                              | -                              | 38    | 20    |
| 1980                  | SKA Rostov            | D1                    | 33          | 20          | 6                     | 1                     | -                              | -                              | -                              | 39    | 21    |
| 1981                  | SKA Rostov            | D1                    | 33          | 6           | 4                     | 1                     | C2                             | 4                              | 2                              | 41    | 9     |
| 1982                  | SKA Rostov            | D2                    | 29          | 17          | 5                     | 2                     | -                              | -                              | -                              | 34    | 19    |
| 1983                  | SKA Rostov            | D2                    | 30          | 20          | 2                     | 2                     | -                              | -                              | -                              | 32    | 22    |
| 1984                  | SKA Rostov            | D1                    | 34          | 19          | 4                     | 1                     | -                              | -                              | -                              | 38    | 20    |
| 1985                  | SKA Rostov            | D1                    | 33          | 7           | 1                     | 1                     | -                              | -                              | -                              | 34    | 8     |
| Sous-total            | Sous-total            | Sous-total            | 261         | 126         | 27                    | 11                    | -                              | 4                              | 2                              | 292   | 139   |
| 1986                  | Rostselmach Rostov    | D2                    | 25          | 17          | -                     | -                     | -                              | -                              | -                              | 25    | 17    |
| 1987                  | Rostselmach Rostov    | D2                    | 36          | 8           | -                     | -                     | -                              | -                              | -                              | 36    | 8     |
| 1988                  | Rostselmach Rostov    | D2                    | 39          | 18          | 1                     | 0                     | -                              | -                              | -                              | 40    | 18    |
| Sous-total            | Sous-total            | Sous-total            | 100         | 43          | 1                     | 0                     | -                              | -                              | -                              | 101   | 43    |
| 1989                  | Östers IF             | D2                    | 25          | 14          | 5                     | 7                     | -                              | -                              | -                              | 30    | 21    |
| 1990                  | Östers IF             | D1                    | 18          | 1           | 2                     | 1                     | -                              | -                              | -                              | 20    | 2     |
| Sous-total            | Sous-total            | Sous-total            | 43          | 15          | 7                     | 8                     | -                              | -                              | -                              | 50    | 23    |
| 1991                  | Mjällby AIF           | D2                    | 26          | 6           | 4                     | 3                     | -                              | -                              | -                              | 30    | 9     |
| 1992                  | Mjällby AIF           | D2                    | 25          | 6           | 1                     | 0                     | -                              | -                              | -                              | 26    | 6     |
| 1993                  | Mjällby AIF           | D2                    | 12          | 5           | -                     | -                     | -                              | -                              | -                              | 12    | 5     |
| Sous-total            | Sous-total            | Sous-total            | 63          | 17          | 5                     | 3                     | -                              | -                              | -                              | 68    | 20    |
| 1993                  | Rostselmach Rostov    | D1                    | 15          | 7           | -                     | -                     | -                              | -                              | -                              | 15    | 7     |
| 1994                  | Rostselmach Rostov    | D2                    | 36          | 13          | -                     | -                     | -                              | -                              | -                              | 36    | 13    |
| 1995                  | Rostselmach Rostov    | D1                    | 6           | 1           | -                     | -                     | -                              | -                              | -                              | 6     | 1     |
| Sous-total            | Sous-total            | Sous-total            | 57          | 21          | -                     | -                     | -                              | -                              | -                              | 57    | 21    |
| Total sur la carrière | Total sur la carrière | Total sur la carrière | 619         | 235         | 52                    | 24                    | -                              | 4                              | 2                              | 675   | 261   |

## Palmarès

### Joueur
- Médaille de bronze aux Jeux olympiques d'été de 1980 avec l'équipe d'URSS
- Vainqueur de la Coupe d'URSS en 1981 avec le SKA Rostov
- Meilleur buteur du championnat d'URSS en 1980 (20 buts) et 1984 (19 buts)